# Fernand Prudhomme
Fernand Maurice Prudhomme (ur. 3 lipca 1916 w Paryżu, zm. 29 kwietnia 1993 w Antony) – francuski koszykarz, uczestnik Letnich Igrzysk Olimpijskich 1936 oraz medalista Mistrzostw Europy.
Na igrzyskach w Berlinie reprezentował swój kraj w turnieju koszykówki. Wraz z drużyną zajął ex aequo 19. miejsce.
W 1937 zdobył brązowy medal Mistrzostw Europy w Koszykówce. W 1939 r. na Mistrzostwach Europy zajął czwarte miejsce.